# ادریس المیزونی
ادریس المیزونی (فرانسوی: Idris El Mizouni‎؛ زادهٔ ۲۶ سپتامبر ۲۰۰۰) بازیکن فوتبال اهل فرانسه است.

## باشگاهی
از باشگاه‌هایی که در آن بازی کرده‌است می‌توان به باشگاه فوتبال ایپسویچ تاون اشاره کرد.

## تیم ملی
وی همچنین در تیم‌های ملی فوتبال زیر ۲۳ سال تونس و تونس بازی کرده‌است.